# Harrier Attack!
Harrier Attack! is een computerspel dat werd ontwikkeld en uitgegeven door Durell Software. Het spel kwam in 1983 uit voor de Oric en de ZX Spectrum. Later volgde ook andere platforms. Het spel toont de vliegtuigen vanaf de zijkant zoals Wings of Fury en Jetstrike. De speler bestuurt een Harrier en moet het vijandelijke eiland zien te bereiken, vliegtuigen en grondinstallaties zien te vernietigen, de basis vernietigen en terugvliegen. De brandstof is beperkt, dus het is zaak om niet op volle kracht te vliegen. Het spel omvat vijf moeilijkheidsgraden. Latere levels hebben meer en snellere vijanden en bergen die ontweken moeten worden. Het spel is Engelstalig en kan met de joystick bestuurd worden.

## Platforms
| Jaar | Platform                  |
| ---- | ------------------------- |
| 1983 | Oric, ZX Spectrum         |
| 1984 | Amstrad CPC, Commodore 64 |

## Ontvangst
| Beoordeeld door                | Jaar | Platform     | Score |
| ------------------------------ | ---- | ------------ | ----- |
| Computer and Video Games (CVG) | 1990 | ZX Spectrum  | 26%   |
| Computer and Video Games (CVG) | 1990 | Commodore 64 | 19%   |